# جزيرة رانجل
جزيرة رانجل باللغة الروسية (о́стров Вра́нгеля) جزيرة تقع في المحيط القطبي بين بحر تشوكشي وبحر سيبيريا الشرقي. وتقع الجزيرة على خط الطول 180°. لكن خط التوقيت الدولي يُزاح باتجاه الشرق حتى يطابق التوقيت على الجزيرة التوقيت على شبه جزيرة تشوكشي في البر الرئيسي. أقرب نقطة للجزيرة هي جزيرة هيرالد الصخرية الصغيرة والتي تقع على بعد 60 كلم باتجاه الشرق. المسافة إلى أقرب نقطة في البر الروسي للجزيرة تقع على بعد 140 كلم. وكانت جزيرة رانجل آخر مكان تعيش عليه حيوانات الماموث على الأرض.
كل جزيرة رانجل وجزيرة هيرالد محمية طبيعية اتحادية تُدار من قبل «وزارة البيئة والمحميات الطبيعية» الروسية باعتبارها «محمية طبيعية دقيقة» منذ عام 1976. في العام 1999 مدت حكومة ((المحلية المنطقة المحمية حول جزيرة رانجل لتبلغ 24 ميلاً بحرياً. تبلغ مساحة الجزيرة 7600 كلم² ويبلغ عرضها 125 كلم.

## الحياة النباتية والحيوانية
جزيرة رانجل أرض خصبة الدببة القطبية (حيث توجد أعلى كثافة للدببة القطبية في العالم على الجزيرة), الفقمة، لاموس والثعلب القطبي. وخلال موسم الصيف تصبح الجزيرة مقصداً ل 100 صنف من أنواع الطيور المهاجرة. كما تعيش قرب شواطئها أنواع من الحيتان مثل الحوت مقوس الرأس، الحوت الرمادي، الحوت الأبيض.
واستمرت حيوانات الماموث بالحياة على جزيرة رانجل حتى 2000 إلى 2500 سنة قبل الميلاد، بعد انقراضها من باقي أنحاء العالم قبل 6000 سنة قبل الميلاد. حيث بقى ما بين 500 إلى 1000 ماموث تعيش على سطح الجزيرة في تلك الفترة.
أُعيد توطين غزلان الرنة على الجزيرة خلال عقد الخمسينات وازداد عددهم وازداد عددهم حتى بلغ 1000 رنة. كما تم إعادة توطين ثور المسك في عام 1975. وقد ازداد عددها من 20 ثور إلى 200. عام 2002 رُصدت ذئاب القطب الشمالي على الجزيرة، والجزيرة كانت موطناً تاريخياً لذئاب القطب الشمالي لكنها انقرضت من الجزيرة تبعاً لانقراض الرنة وثور المسك.
جرى إحصاء 417 صنفا من النبات العرقي على الجزيرة أي ضعف ما تمّ إحصاؤه في سائر مواقع السهل الأجرد الشمالي المماثل من حيث الحجم وأكثر من أي جزيرة أخرى في المحيط الشمالي. وبعض الأصناف مشتق من أشكال قارية متداولة في حين أنّ أخرى هي وليدة التهجين و 32 منها متوطنة.
ولهذه الأسباب أدرجت اليونسكو جزيرة رانجل الجبليّة (7608 كلم مربع) وجزيرة هيرالد (11 كم مربع) ومنطقة بحريّة محيطة بهما على لائحة التراث العالمي.